# クラインシュネレンドルフの密約
クラインシュネレンドルフの密約（ドイツ語: Geheimkonvention von Klein-Schnellendorf）は、1741年10月9日に締結されたプロイセンとオーストリアとの秘密裏の休戦協定である。
すぐに反故にされた。

## 概要
1741年、オーストリア継承戦争は本格化し、バイエルン軍とそれを支援するフランス軍がオーストリアに侵入を開始した。前年からシュレージエンに攻め込んでいたプロイセン軍はモルヴィッツの戦いに勝利し、ナイセ要塞と上シュレージエン西部を除いてシュレージェンをほぼ制圧した。マリア・テレジアは窮地に陥り、滅亡を回避するためには領土の一部割譲を行って一時的にでも敵の数を減らすしかなかった。
一方、プロイセンはフランスと同盟を結んだばかりだったが、フリードリヒ大王にはバイエルンやフランスを支援する気はさらさらなく、シュレージエンの割譲が受け入れられるならばオーストリアと停戦する用意があった。この頃、イギリスは戦争に参戦するにあたってオーストリアがその主戦力をフランスに振り向けることを是非とも望んでおり、両者を仲介して講和をまとめようとした。
10月9日、シュレージエンのクラインシュネレンドルフの城館で、イギリスの代表ハインドフォート立ち会いのもと、フリードリヒ大王とオーストリアのナイペルク将軍が会見をもち、以下のような内容の協定を結んだ。
- オーストリアは下シュレージエン全域と、上シュレージエンのうちナイセをプロイセンに割譲する。
- プロイセンはマリア・テレジアの領土相続を承認する。プロイセンはベーメン、メーレンにおけるオーストリアとバイエルン、フランスの戦いに関与しない。
- シュレージエンのナイペルク率いるオーストリア軍団はメーレンへ転進するがプロイセンはこれを妨害しない。オーストリアが依然保持しているナイセ要塞はプロイセンに明け渡す。
- この協定は密約とする。表向き両国間で戦闘は継続しているように振舞う。

条約の結果、オーストリアはベーメンに戦力を集中させることができ、プロイセンは1年で戦争の初期目的を達成した。
しかしオーストリアが敵の動揺を誘うために早くに密約の内容を暴露すると、プロイセンもオーストリアの協定違反を口実にして速やかに戦線に復帰し、グラッツを占領、メーレンに進出した。

## 参考資料
- S.フィッシャー＝ファビアン 著、尾崎賢治 訳『人はいかにして王となるか』I、II（日本工業新聞社、1981年）
- 林健太郎、堀米雇三 編『世界の戦史6 ルイ十四世とフリードリヒ大王』（人物往来社、1966年）
- 久保田正志『ハプスブルク家かく戦えり ヨーロッパ軍事史の一断面』（錦正社、2001年）
- アン・ティツィア・ライティヒ 著、江村洋 訳『女帝マリア・テレジア』（谷沢書房、1984年）
- Thomas Carlyle KLEIN-SCHNELLENDORF: FRIEDRICH GETS NEISSE, IN A FASHION
- de:Geheimkonvention von Klein-Schnellendorf (19:13, 7. Feb. 2009 UTC)